# Aphrodite's Child
Pour les articles homonymes, voir Aphrodite (homonymie).
Aphrodite's Child est un groupe de rock grec. Il est formé en 1966 par le claviériste Vangelis, le bassiste et chanteur Demis Roussos, le batteur Lucas Sideras et le guitariste Silver Koulouris, issu de la première formation d'Aphrodite's Child, participant à leur dernier album 666, album considéré comme progressif, les deux premiers étant plus près de la musique pop.

## Biographie

### Origines
En 1964, en Grèce, Vangelis forme le groupe Forminx avec des camarades de classe au lycée, Vassilis Bakopoulos à la guitare, Sotiris Arnis à la basse, Tassos Papastamatis au chant et Costas Skokos à la batterie. Ils remportent un très grand succès en Grèce, habituellement réservé à la musique traditionnelle et folklorique du pays. En 1965, Forminx Story, un documentaire sur la vie du groupe débute avec le réalisateur Theo Angelopoulos, qui marque ainsi le début de sa carrière dans le cinéma. À la suite d'un désaccord avec les producteurs, le cinéaste abandonne le projet qui est repris par Costas Lychnaras. Mais le film ne pourra être terminé et le projet sera annulé, alors que le groupe comptait sur ce film pour se faire connaître à l'extérieur de son pays natal et pouvoir ainsi partir en tournée à travers le monde. Le groupe se sépare en 1966 au faîte de sa gloire, et Vangelis choisit de continuer de jouer et d'aider d'autres artistes de son pays en leur écrivant des musiques.
En 1967, il produit des artistes comme Zoe Kouroukli et George Romanos. Puis, en 1968, il forme le groupe Aphrodite's Child avec le guitariste Silver Koulouris, le bassiste chanteur Demis Roussos et le batteur Lucas Sideras. Le groupe souhaitait se rendre à Londres, convaincu que la ville pourrait contribuer à son succès, mais il est bloqué à Paris par la douane à cause des événements de Mai 68. Le guitariste Silver Koulouris, resté en Grèce pour terminer son service militaire, rejoint le groupe pour l'enregistrement du dernier album 666. Pour cet album, des musiciens supplémentaires sont invités, tels Michel Ripoche du groupe Zoo au trombone et au saxophone, Harris Chalkitis au saxophone ainsi qu'à la basse, à la batterie, aux percussions et aux chœurs, Irène Papas aux voix et John Forst à la narration.

### Succès et continuité
Vangelis et Demis Roussos n'en étaient pas à leur première expérience musicale : le premier a joué avec les Forminx, le second était un ancien membre des Idols. Et, en 1965-1966, Demis Roussos et Lucas Sidéras ont joué ensemble avec le groupe The Stormies, publiant trois singles.
Les plus grands succès d'Aphrodite's Child en Europe restent sans conteste Rain and Tears (dont la mélodie est basée sur le Canon de Pachelbel) figurant sur l'album End of the World, une reprise de La voce del silenzio et, surtout, It's Five O'Clock (cette dernière, issue de l'album homonyme). L'album 666 (1972), paru un an après leur séparation, est une adaptation musicale de l'Apocalypse de saint Jean. Ce dernier album est considéré comme progressif, les deux précédents albums étant de style moins complexe, plus proche de la pop music. Rain and Tears est certifié disque d'or.
Alors que Vangelis reste dans les studios parisiens pour mettre une touche finale à l'album 666, les deux autres, Demis et Lucas, retournent en Grèce, signant ainsi la fin des Aphrodite's Child. A la séparation du groupe, Lucas Sideras à la batterie et Harry Chaltikis à la basse forment avec Lakis Vlavianos aux claviers et Dimitri Tambossis à la guitare, le groupe Eros et un 45 tours est publié en 1970, Rain Train/I Can See It.
Lucas publie un album solo en 1972, intitulé One Day, et un deuxième Pax Spray, en 1975, produit par Vangelis, qui a aussi écrit la musique pour la chanson Break. Puis Lucas Sideras et Lakis Vlavianos, formeront le groupe Ypsilon en 1977, avec Dimitris Katakouzinos à la basse et aux chœurs et sortiront l'album Metro Music Man. Ensuite, en 1979, Lucas Sideras accompagne son épouse Sigma Fay sur ses deux albums, Love's Fool et le suivant Dead Line en 1981.

### Post-séparation
Bien qu'ils se soient séparés en 1971, 666 comptait déjà 20 millions d'exemplaires vendus et le groupe restait extrêmement populaire en Europe,. Par la suite, Demis Roussos et Vangelis continuent de travailler ensemble à plusieurs reprises. D'abord en 1977, sur l'album The Demis Roussos Magic arrangé et produit par Vangelis, puis ce dernier invite son ami à chanter sur la bande originale du film Blade Runner pour la pièce Tales of the Future en 1982. Et, toujours en 1982, Jon Anderson, du groupe Yes, participe indirectement avec Demis Roussos en lui écrivant des textes pour les chansons Lament, Song for the Free et Race to the End dont la musique est signée Vangelis, puisqu'il s'agit de la version chantée du thème principal du film Les Chariots de feu. Ce dernier écrit les arrangements et joue sur cet album intitulé tout simplement Demis. Puis, en 1987, sur la compilation The Story of Demis Roussos, on y trouve huit chansons des Aphrodite's Child.
En 1989, sur son album Ballads, Demis Roussos reprend non seulement cinq chansons du groupe telles que Rain and Tears, Marie Jolie et It's Five O'Clock, mais il interprète aussi deux chansons de Jon et Vangelis, I Hear You Now et I'll Find My Way Home. On entend Rain and Tears dans la première partie du film Three Times de Hou Hsiao-hsien. Demis reprend également, sur son album Immortel, en 1995, la vieille chanson française Plaisir d'amour qui a inspiré la pièce I Want to Live d'Aphrodite's Child. Au début des années 2000, Demis a enregistré en duo avec la chanteuse italienne Spagna une version dance de Rain And Tears dont le titre est Tears of Love.
À l'âge de 68 ans, le 25 janvier 2015, Demis Roussos meurt des suites d'un cancer de l'estomac, du pancréas et du foie, alors qu'il se trouve dans un hôpital privé d'Athènes.
Vangelis, entamera une carrière solo riche de succès par le biais de ses albums de musique électroniques, orchestraux/symphoniques , bandes originales de films, mais aussi de musiques pour des documentaires (notamment pour le compte de Frédéric Rossif).  Il s'est éteint le 17 mai 2022, d'une insuffisance cardiaque à Paris à l'âge de 79 ans.

## Membres

### Musiciens du groupe
- Vangelis - orgue, piano, clavecin, flûte, percussions, vibraphone, chœurs (décédé le 17 mai 2022 à l'âge de 79 ans)
- Demis Roussos - chant, basse, guitares  (décédé le 25 janvier 2015 à l'âge de 68 ans)
- Lucas Sideras - batterie, percussions, chœurs
- Silver Koulouris - guitares, percussions (sur 666)

### Musiciens invités
- Claude Chauvet - chœurs sur End Of The World et Rain And Tears (album End of the world)
- Irène Papas - voix (∞ sur 666)
- Michel Ripoche (Zoo) - saxophone ténor sur Babylon et Hic Et Nunc, trombone (album 666)
- Harris Halkitis - saxophone ténor, basse, congas, batterie, chœurs (album 666) + claviers en remplacement de Vangelis pour la tournée de 1970
- John Forst - narration (album 666)

## Discographie

### Aphrodite's Child

#### Albums studio
- 1968 : End of the World (Rain & Tears) (Mercury – 138.350 MCY)
- 1969 : It's Five O'Clock (Mercury – 138.351 MCY)
- 1972 : 666 (Vertigo – 6673 001)

#### 45 tours simples
- 1966 : Oldies but Goodies / One Day in Zappion (avec Zoe Kouroukli) (Pan-Vox – PAN 6057)
- 1967 : The Clock / Our Love Sleeps On The Waters (Zodiac - ZS 8007)
- 1968 : Plastics Nevermore / The Other People (Philips – 40536)
- 1968 : Rain and Tears / Don't Try to Catch a River (Mercury – 132 501 MCF)
- 1968 : End of the World / You Always Stand in my Way (Mercury – 132 502 MCF)
- 1968 : Valley of Sadness / Mister Thomas (Mercury – 132 503 MCF)
- 1969 : I Want to Live / Magic Mirror  (Mercury – 132 505 MCF)
- 1969 : Let me Love, Let me Live / Marie Jolie (Mercury – 132 506 MCF)
- 1969 : It's Five O'Clock / Funky Mary (Mercury – 132 508 MCF)
- 1969 : Quando l'amore diventa poesia / Lontano dagli occhi (Mercury – 133 250 MCF)
- 1970 : Spring, Summer, Winter and Fall / Air (Mercury – 6033 003)
- 1970 : Such a Funny Night / Annabella (Mercury – 6033 007)
- 1971 : 'Annabella / Take Your Time (Philips - 6060 022)
- 1972 : Break / Babylon (Vertigo – 6032 900)
- 1977 : Rain and Tears / Spring, Summer, Winter and Fall (Philips - 6060 321)

#### Super 45 tours
- 1969 : End of the World / The Shepherd and the Moon / You Always Stand in my Way / Mister Thomas (Mercury – 26 008 MCE)
- 1969 : It's Five O' Clock / Good Time So Fine / Take Your Time / Annabella (Mercury – 26 017 MCE)
- 1970 : Spring, Summer, Winter and Fall / It´s Five O´Clock / End of the World (Mercury – 6234 004)
- 1973 : Break / The Beast / Ofis / The System / Babylon / Hic et Nunc (Vertigo - 6234 100)

#### Compilations
- 1970 : Aphrodite's Child
- 1971 : Best of Aphrodite's Child
- 1973 : Disco de Oro
- 1974 : Aphrodite's Child Featuring Demis Roussos, Vangelis Papathanassiou, Lucas Sideras - Greatest Hits
- 1974 : Autógrafos de Sucesso
- 1975 : Rain and Tears
- 1975 : Reflection
- 1976 : Aphrodite's Child
- 1977 : Rain And Tears - The Best Of Aphrodite's Child (Philips - 6483 035)
- 1982 : La Grande Storia del Rock : Aphrodite's Child Featuring Demis Roussos - All Time Greatest Hits
- 1982 : Super Star : Aphrodite's Child
- 1992 : The Very Best of Demis Roussos and Aphrodite's Child
- 1993 : The Art of Demis Roussos and the Aphrodite's Child
- 1994 : The Best of Aphrodite's Child (Philips - 522 675-2)
- 1995 : The Singles
- 1996 : The Complete Collection
- 2002 : Babylon the Great - An Introduction to Aphrodite's Child
- 2003 : The Singles+
- 2009 : Rain and Tears : The Essential Hits Singles and More
- 2010 : Rain and Tears : The History of Aphrodite's Child Featuring Demis Roussos
- 2011 : Aphrodite's Child Featuring Demis Roussos : All Time Greatest Hits
- 2012 : Demis Roussos & Aphrodite's Child – Golden Voice, Golden Hits

### The Forminx
(Avec Vangelis)

#### 45 tours simples
- 1965 : Ah! Say Yeah/Elephant Twist (avec Nick Mastorakis) (Decca–45-PL 8042)
- 1965 : Jeronimo Yanka/Dream In My Heart (Decca–45-PL 8049)
- 1965 : Jenka Beat/A Hard Night's Day (Decca–45-PL 8055)
- 1965 : Somebody Sent Me Love/Say You Love Me! (Decca–45-PL 8068)
- 1965 : School Is Over/Greek Holidays (Decca–45-PL 8071)
- 1965 : Il Peperone/A Precious White Rose (La Rosa Blanca) (Decca-45-PL 8099)
- 1965 : Our Last September/And Maybe More (Decca-45-PL 8103)
- 1965 : Mandjourana's Shake/Hello, My Love Salonica (Pan-Vox–PAN 6053)
- 1966 : Love Without Love/Until The End (Pan-Vox–PAN 6055)
- 1978 : It's Christmas Time Again/White Christmas /Jingle Bells/The Sound Of Music (Seagull–3E-LOC-82)

#### Albums
- 2010 : Τα Ελληνικά Συγκροτήματα Των 60s (20 Μεγάλες Επιτυχίες Των 60s) (Not On label–1702170)

### The Stormies
(Avec Demis et Lucas)

#### 45 tours simples
- 1965 : Dilly Dilly / Teenagers Love (Music-Box-MB 567)
- 1966 : Let's Shake Baby /  The Girl of Yé Yé (avec Zoe Kouroukli) (Pan-Vox-PAN 6052) (La face A est une adaptation de Laisse Tomber les Filles écrit par Serge Gainsbourg pour France Gall)
- 1966 : Try Try Try /Drums in the Storm (Pan-Vox-PAN 6054)

### The Idols
(Avec Demis)

#### Albums
- 2010 : Σου 'Δωσα Την Αγάπη Μου (Όλες Οι Επιτυχίες) (Music-Box 3301273640 / 3301273641)

### We Five
(Avec Demis)

#### Albums
- 2010 : Τα Ελληνικά Συγκροτήματα Των 60s (14 Μεγάλες Επιτυχίες Των 60s) (Not On label-1702171)

### Alpha Beta
(Avec Vangelis et Silver)

#### 45 tours simples
- 1971 : Astral Abuse / Who Killed ? (BYG Records – 129 032)

### Stamanis
(Avec Lucas et Silver)

#### Albums
- 1972 : Beautiful Lies (Philips 6325008)

### Umanity
(Avec Vangelis et Silver)

#### 45 tours simples
- 1973 : Bird Of Love / The Pawn (Polydor-2056 246)

### Productions de Vangelis

#### 45 tours simples

##### Zoe Kouroukli
- 1967 : Ciao, amore, ciao / Non Pensare a me (Pan-Vox-PAN 6077)

##### George Romanos
- 1967 : Το Ρολόϊ  / Μαρίνα (Zodiac-ZS 8108)